# باشگاه فوتبال نیرومحرکه قزوین
تیم فوتبال نیرو محرکه قزوین از تیم‌های آماتور فوتبال ایران است که در شهر قزوین فعالیت می‌کرد.
این تیم تحت حمایت کارخانه موتور سیکلت سازی نیرو محرکه از کارخانجات شهرک صنعتی البرز قزوین قرار دارد.
این تیم به عنوان تیم دوم شهر قزوین بعد از باشگاه فوتبال شمس آذر می‌باشد.

## ورزشگاه و محل تمرین
استادیوم خانگی تیم نیرومحرکه سردار آزادگان نام دارد. این ورزشگاه ۱۵٫۰۰۰ هزار نفر گنجایش دارد. همچنین ورزشگاه شهید رجایی در حال حاضر میزبان تمرینات تیم نیرومحرکه می باشد.

## بازیکنان مشهور
این تیم در لیگ دسته دوم حضور دارد. حسن رودباریان دروازه مشهور فوتبال ایران در تیم بازی می‌کرد.